# Надсон Семен Якович
Надсон Семен Якович (14 (26) грудня 1862, Санкт-Петербург — 19 (31) січня 1887, Ялта) — російський поет. Значну частину життя провів в Україні.

## Біографія
Семен Якович Надсон народився у Санкт-Петербурзі 14 грудня 1862 року в сім'ї надвірного радника єврейського походження Якова Семеновича Надсона та дворянки Антоніни Степанівни Мамонтової. За рік після народження родина переїхала до Києва. Батько Семена помер від психічного розладу, залишивши вагітну дружину, і молодшу на півтора року сестру Семена;— Ганна з'явилася на світ уже по смерті батька. Родина залишилась жити в Києві, де мати працювала економкою та вчителькою доньки у поміщика Фурсова.
У 1869 році родина повернулася до Санкт-Петербурга, тут Семен вступив у підготовчий клас 1-ї класичної гімназії. У столиці сім'я проживала у брата матері — Діодора Степановича Мамонтова. Мати Семена невдовзі вступила в шлюб з Миколою Гавриловичем Фоміним, керівником Київського відділення Російського товариства страхування і транспортування поклажі. Родина знову переїхала до Києва, а Семена віддали на навчання до 2-ї київської гімназії.
Антоніна Степанівна захворіла на сухоти, а вітчим через ревнощі і тривалі сімейні скандали наклав на себе руки на дачі під Києвом. Деякий час родина перебувала у скруті, отримуючи незначну допомогу від родичів батька Семена, а після цього вчергове повернулася до Санкт-Петербурга за підтримки другого брата матері — Іллі Степановича Мамонтова. У 1872 році Семена віддали до 2-ї військової гімназії, закінчивши яку в 1879 році, він вступив у Павловське військове училище. Під час навчання сильно застудився та захворів на сухоти. 1880-й рік Семен провів у Тифлісі на лікуванні. В 1882 році у званні підпоручика почав військову службу в Каспійському полку, яка протривала  лише два роки.
Після відставки у 1884 році декілька місяців був секретарем редакції «Недели», але через суттєве погіршення стану здоров'я за підтримки друзів виїхав на лікування до Вісбадена, а потім до Ніцци. Утім краще Семену Яковичу не ставало, і влітку 1885 року друзі вирішили відвезти його в Україну, де він і провів останній період свого життя. Спочатку півтора роки мешкав у селі Носківці Подільської губернії. Пізніше перебрався у кліматично-лікувальний заклад Боярки неподалік від Києва, де познайомився з композитором Миколою Лисенком.
Живучи в Боярці, щоб не залежати фінансово від друзів і літературного фонду, Надсон почав писати фейлетони для київської газети «Заря». Стан здоров'я хворого поета дедалі погіршувався. Друзі перевезли його в Ялту, де він і помер. Тіло було доправлено у Санкт-Петербург та поховане на Волковому кладовищі.

## Творчість
Не дивлячись на те, що Семен Надсон помер у віці 24 років і за життя встиг видати лише одну збірку творів, його творчість здобула визнання ще за життя і у 1886 році він отримав Пушкінську премію.
Численні твори Семена Яковича покладені на музику і перетворились на пісні і романси, серед них:
- «Пора» Сергія Рахманінова
- «Весеннее утро» та «Заря лениво догорает» Цезаря Кюї
- «Признание» Миколи Лисенка та інші.

Вірші Семена Надсона перекладені українською:
- «Про любов твою, друже, я марив не раз» у перекладі Лесі Українки, вірш використовується в тексті п'єси «Блакитна троянда»[6]
- «Вмерла муза моя» у переклади Михайла Старицького[7]
- «Друже — брате сумний» у перекладі Павла Грабовського